# Tijdbalk van de materiaaltechnologie
Er volgt een tijdbalk van de materiaaltechnologie. De materiaalkunde is het natuurwetenschappelijke vakgebied, dat de samenstelling en structuur van materialen bestudeert.

## Voor onze jaartelling
- 3e millennium v.Chr. - Kopermetallurgie wordt uitgevonden en koper wordt gebruikt voor versieringen.
- 2e millennium v.Chr. - Brons wordt gebruikt voor wapens en wapenrusting.
- 1e millennium v.Chr. - Begin van maken van tinnen voorwerpen in China en Egypte.
- 16e eeuw v.Chr. - De Hettieten ontwikkelen een primitieve vorm van ijzerproductie.
- 13e eeuw v.Chr. - Uitvinding van staal door de juiste combinatie van ijzer en houtskool.
- 10e eeuw v.Chr. - Begin glasproductie in Griekenland en Syrië.
- Jaren 50 v.Chr. - Glasblaastechniek bloeit in Fenicië.
- Jaren 20 v.Chr. - Romeinse architect Vitruvius beschrijft een methode om cement te mengen met een laag watergehalte.

## 1e millennium
- 700-800 - Uitvinding van porselein in China.

## 2e millennium
- 1450-1460 - Crystallo, een helder glas op sodabasis wordt uitgevonden door Angelo Barovier.
- 1590 - Glazen lenzen uitgevonden en voor het eerst toegepast in microscopen en telescopen.

### 18e eeuw
- 1738 - William Champion patenteert een proces voor de winning van metallisch zink door destillatie van calamine en houtskool.
- 1740 - Benjamin Huntsman ontwikkelt de techniek voor staalproductie in een kroes.
- 1779 - Bry Higgins geeft een patent uit voor een soort cement (stucco) te gebruiken voor uitwendig pleisterwerk.
- 1799 - Alessandro Volta maakt een koper-zink-batterij.

### 19e eeuw
- 1821 - Thomas Johann Seebeck vindt het thermokoppel uit.
- 1824 - Patent verleend aan Joseph Aspdin voor Portlandcement.
- 1825 - Hans Christian Ørsted produceert metalliek aluminium.
- 1839 - Charles Goodyear vindt gevulkaniseerd rubber uit.
- 1839 - Louis Daguerre en William Fox Talbot vinden een fotografisch proces op basis van zilver uit.
- 1855 - Bessemerproces voor massaproductie van staal gepatenteerd.
- 1861 - James Clerk Maxwell demonstreert kleurenfotografie.
- 1883 - Charles Fritts maakt de eerste zonnecellen met seleenplakken.

### 20e eeuw
- 1902 - August Verneuil ontwikkelt een proces voor het maken van synthetische robijnen.
- 1909 - Leo Baekeland presenteert de thermohardende kunststof bakeliet.
- 1911 - Ontdekking van supergeleiding.
- 1912 - Harry Brearley, de uitvinding van roestvast staal.
- 1916 - Jan Czochralski vindt een methode om eenkristallen van metaal te laten groeien.
- 1924 - Wetenschappers van Corning Incorporated vinden Pyrex uit, een glas met een zeer lage thermische uitzettingscoëfficiënt.
- 1931 - Julius A. Nieuwland ontwikkelt een synthetisch rubber genaamd neopreen.
- 1931 - Wallace Carothers ontwikkelt nylon.
- 1938 - Roy Plunkett ontdekt een proces voor het maken van polytetrafluoroetheen, beter bekend als teflon.
- 1947 - De eerste germanium transistor uitgevonden.
- 1947 - De eerste commerciële toepassing van een piezo-elektrisch kristal: bariumtitanaat gebruikt als grammofoonnaald.
- 1951 - Afzonderlijke atomen voor de eerste maal zichtbaar gemaakt met een veld-ion-microscoop.
- 1953 - Karl Ziegler ontdekt metallische katalysatoren waarmee de sterkte van polyetheen sterk verbeterd wordt.
- 1954 - Zonnecellen met 6% rendement geproduceerd bij Bell Laboratories.
- 1962 - Het SQUID-supergeleidende kwantuminterferentie-instrument ontwikkeld.
- 1968 - Vloeibare kristallen-display (lcd) ontwikkeld door RCA.
- 1970 - Silicium optische vezels gevormd door Corning.